# هانس برنهارت
هانس برنهارت (انگلیسی: Hans Bernhardt; ۲۸ ژانویهٔ ۱۹۰۶ – ۲۹ نوامبر ۱۹۴۰) دوچرخه‌سوار اهل آلمان بود.
وی در مسابقات کشوری و بین‌المللی در مجموع برندهٔ ۱ مدال برنز شده‌است.